# ألفريدو مينديز
ألفريدو مينديز هو منافس ألعاب قوى برازيلي، ولد في 7 نوفمبر 1910، وتوفي في 7 نوفمبر 1995.

## وصلات خارجية
- ألفريدو مينديز على موقع أوليمبيديا (الإنجليزية)